# Pazîneakî, Iavoriv
Pazîneakî (în ucraineană Пазиняки) este un sat în comuna Verbleanî din raionul Iavoriv, regiunea Liov, Ucraina.

## Demografie
Componența lingvistică a localității Pazîneakî
     Ucraineană (100%)
Conform recensământului din 2001, toată populația localității Pazîneakî era vorbitoare de ucraineană (100%).